# En una esquina cualquiera
En una esquina cualquiera es una de las obras más representativas de la etapa de madurez del pintor y escultor español Guillermo Silveira (1922-1987). Está pintada al óleo sobre lienzo, sus dimensiones son de 116 x 89 cm, es decir, las de un «50 figura», y «muestra a una jovencita que para subsistir vende molinillos de papel por las calles y se encuentra con un muchacho músico ambulante al que solo puede darle como limosna una de sus revolanderas». Firmada y fechada «G. SilveiraGG / 72» en el ángulo inferior izquierdo.

## Historia y descripción del autor

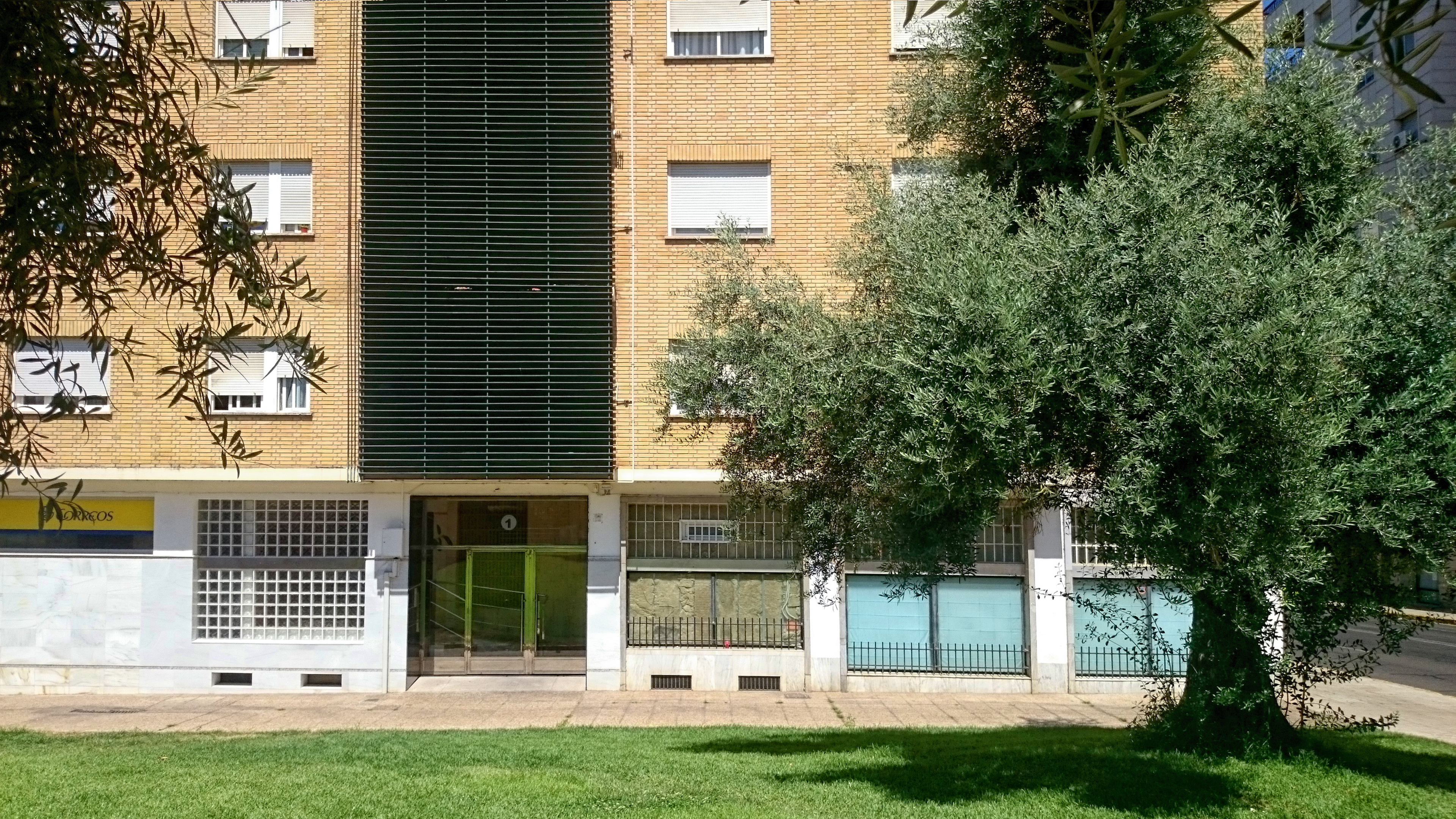
Badajoz. Vista parcial del bloque de suboficiales del Ejército del Aire ubicado en Traseras de Colón n.º 1-1.º 2 en el que el artista residió con su familia desde los últimos años 1960 hasta finales de la década siguiente.

A la vista de la fecha que aparece en el ángulo inferior izquierdo de la obra, el cuadro se debió pintar en su domicilio estudio de Traseras de Colón n.º 1-1.º 2 (bloque de suboficiales del Ejército del Aire) de la capital pacense, en el que el artista residió con su familia desde los últimos años 1960 hasta finales de la década siguiente.
En mayo de 1975 consiguió la Medalla de Oro del II Salón Municipal de Pintura y Escultura celebrado en Sevilla. Presidió el certamen José Camón Aznar, quien a raíz de una breve visita a Badajoz en marzo del año anterior ya le había manifestado por carta su admiración por sus obras «como testimonio de una gran técnica y de una originalidad de visión moderna y poética».
Además de la pieza antedicha, presentó también los cuadros El violinista (óleo sobre lienzo, 129 x 90 cm), enviado a finales de aquel mismo año al III Certamen Nacional de Pintura de Guadalajara, y Pan humilde (óleo sobre tela de saco, 115 x 85 cm), expuesto con posterioridad en Fregenal de la Sierra del 25 de abril al 2 de mayo del siguiente, que fueron calificados por el crítico de arte y académico Ramón Torres Martín de «muy personales, como es ya característico en él»:

El conjunto se justipreció [sic], pero como había que colgar en alguno la Medalla de Oro esta fue para En una esquina cualquiera.

En el momento de la entrega del premio, llevada a efecto el 20 de mayo en el Pabellón Mudéjar de la ciudad andaluza, el citado historiador y crítico de arte dijo que «Silveira es un expresionista pleno de valores humanos muy hondos», a lo que agregó que se trataba «ya [de] un pintor nacional muy galardonado».
Junto al grueso de su producción artística, se conservan una extensa serie de textos en prosa, pequeños poemas y/o declaraciones a la prensa, en los que el autor, generalmente a través de su personal visión de algunas de sus obras más características, retrató sin crudeza a los que sufrían los efectos de un «mundo tan civilizado [que] nos está engullendo a todos».
En este caso se expresó en los siguientes términos:

"En una esquina cualquiera". Medalla de Oro del II Salón Municipal de Pintura y Escultura [Sevilla, 1975]. He tratado aquí de expresar que en cualquier lugar y con las cosas más simples y sencillas, manejadas por seres también sencillos y buenos, puede encontrarse la felicidad. Un niño mozo que toca el acordeón en una esquina cualquiera ha sido escuchado por una rapazuela que vende remolinos de papel. Esta le ofrece en pago uno de ellos al muchacho, que abre mucho los ojos y lo coge con manos delicadas, pareciéndole el mayor tesoro. [Alrededor], una tapia, un [poste] de luz, una esquina, unas casas y un cielo gris».

## Certámenes y exposiciones
- «Exposición Nacional de Arte Contemporáneo 1972». Comisaría General de Exposiciones; Ministerio de Educación y Ciencia. Muestra itinerante celebrada en Barcelona, Bilbao, Granada, La Coruña, Las Palmas, Madrid, Palma de Mallorca, Salamanca, Sevilla, Valencia, Valladolid, Zaragoza.[12][13]
- «V Bienal Extremeña de Pintura» (fuera de concurso).[14] Casa de la Cultura de la Diputación Provincial. Badajoz, 26 de febrero-14 de marzo de 1974.
- «III Bienal de Pintura Ciudad de Zamora». Ayuntamiento de Zamora, octubre de 1975.[4]
- «Pinturas de Guillermo Silveira». Salón de plenos del ayuntamiento de Fregenal de la Sierra (Badajoz), 25 de abril-2 de mayo de 1976. Junto a la pieza en cuestión se mostraron, entre otras, El puente (ant. 1960), La Ría (ant. 1964), La caseta (1968), Paisaje (canal de riego) (1968. Museo de Arte Contemporáneo de Fregenal de la Sierra [MACF]), Pan humilde (c. 1975), El maquinista (1975), Impresión (1976), etcétera.[15]
- «Exposición de Pintores Contemporáneos de la Baja Extremadura». Sala de exposiciones de la Caja de Ahorros Provincial de Vizcaya. Bilbao, septiembre de 1976.
- Con motivo de la presentación del mural La nave Argón llevada a cabo en la antigua Escuela de Reactores de la Base Aérea de Talavera la Real el 9 de diciembre de 1981.
- «Exposición de Pinturas de Guillermo Silveira». Muestra retrospectiva (1959-1984) con ocasión de la Semana Cultural Militar. Sala de exposiciones del Banco de Bilbao (Badajoz), 3-9 de diciembre de 1984 (n.º 32).[16][17][18][19]
- «Guillermo Silveira – un puñetazo de alma». Sala Espacio CB Arte de la Fundación CB de Badajoz. Avda. Santa Marina n.º 25, 11-29 de enero de 2022 (sin numerar).[20]

## Obras relacionadas
- Niños olvidados, 1980. Óleo sobre lienzo, 130 x 100 cm. Exhibida con motivo de la presentación del mural La nave Argón llevada a cabo en la antigua Escuela de Reactores de la Base Aérea de Talavera la Real el 9 de diciembre de 1981. «Exposición de Pinturas de Guillermo Silveira». Muestra retrospectiva (1959-1984) con ocasión de la Semana Cultural Militar. Sala de exposiciones del Banco de Bilbao (Badajoz), 3-9 de diciembre de 1984 (n.º 7).[21] «Huellas de Guillermo Silveira». Museo Provincial de Bellas Artes (Sala Vaquero Poblador-Patio de Columnas). Badajoz, 25 de febrero-15 de marzo de 2014. Col. particular, Badajoz.

### Hemerografía
- Olmedo, Manuel (24 may. 1975). «II Salón Municipal de Pintura y Escultura». ABC (Sevilla) (22 365): 81-82.
- Rabanal Brito, T. (24 may. 1975). «Silveira Galán, Medalla de Oro del "II Salón de Pintura y Escultura" de Sevilla». Hoy (Badajoz): 13.
- REDACCIÓN (10 sep. 1972). «Silveira en la Exposición de Honor de Arte Contemporáneo (Madrid)». Hoy. La calle al habla (Badajoz): 9.
- REDACCIÓN (21 may. 1975). «Ayer fueron entregados los premios y medallas del II Salón Municipal de Pintura y Escultura». ABC (Sevilla) (22 362): 59.
- REDACCIÓN (1 dic. 1984). «Del 3 al 9, "Semana Cultural Militar" en Badajoz». Hoy (Badajoz): 14.
- REDACCIÓN (4 dic. 1984). «Ayer se inauguró la "Semana Cultural Militar"». Hoy (Badajoz): 17.
- REDACCIÓN (5 dic. 1984). «Numeroso público en los actos de la "Semana Cultural Militar"». Hoy (Badajoz): 19.
- Saavedra, Fernando (oct. 2014). «Mosaicos de Guillermo Silveira, a punto de desaparecer». Sharia (Asociación Amigos de Badajoz) (73): 4. DL BA 29-1998.